# Злочин і кара
«Злочин і кара» (рос. Преступление и наказание) — роман російського письменника Федора Достоєвського.

## Загальні відомості про роман
Роман був уперше опублікований у 1866 в російському журналі «Русский вестник» як серія з 12 щомісячних випусків, а потім окремою книгою. Це другий роман автора після повернення з п'ятирічного заслання на каторгу в Сибір. «Злочин і кара» — перший великий роман зрілого періоду творчості автора.
Достоєвський приступив до створення роману в той історичний період життя Росії, коли піднесення наприкінці 1850-х на початку 1860-х  років уже поступилося місцем спаду громадських настроїв, коли країна увійшла у смугу «тяжкого часу», ситуацію бездоріжжя і розчарувань.
«Злочин і кара» — перший з великих прозових творів, в якому новий світогляд письменника та нова поетика проявилися з найбільшою повнотою.
«Злочин і кара» — розповідь про душевні муки й етичні дилеми Родіона Романовича Раскольнікова, бідного колишнього санкт-петербурзького студента, який виносив і здійснив задум убити стару лихварницю з метою пограбування. Йому здавалося, що маючі гроші він зможе здійснити добрі справи, чим спокутує свій злочин, водночас світ позбудеться нікчемного паразита. Раскольніков бажає також переконатися в тому, що деякі вибрані люди можуть і навіть мають моральне право на вбивство. Він порівнює себе із Наполеоном Бонапартом і вірить, що злочин, здійснений із шляхетними мотивами, є виправданим та простимим. Але йому довелося довідатися, що він … «не Наполеон».
"Злочин і кара" — не лише вражаюче трагічне відтворення життя. Це й звернення до людського сумління та розуму. Достоєвський захищає ідею моральної людини, яка не хоче залишитися «вошею», усією своєю сутністю повстає проти суспільної несправедливості.

## Історія створення роману

### Шлях від задуму до втілення
Задум твору про так звану «сильну особистість», що не боїться ні докорів сумління, ні людського суду, почав дозрівати у Достоєвського ще на каторзі. Восени 1859 року Федір Михайлович повідомив в листі братові, що планує найближчим часом приступити до роботи над романом-сповіддю, основні контури якого сформувалися у нього «на нарах, у важку хвилину смутку і саморозкладу». Однак шлях від задуму до реалізації виявився довшим, і рисами людини, який «міг керувати собою безмежно», автор спочатку наділив каторжника Орлова з «Записок з Мертвого дому».
Влітку 1865 року, перебуваючи в складній фінансовій ситуації, письменник звернувся до видавця журналу «Вітчизняні записки» Андрія Краєвського з проханням видати йому авансом 3000 рублів на ще ненаписаний роман «П'яненькі», в якому намітилася сюжетна канва, пов'язана з «картинами життя» сім'ї Мармеладових. Аналогічну пропозицію Достоєвський направив і редактору «Санкт-Петербурзьких відомостей» Валентину Коршу, пообіцявши надати готовий рукопис не пізніше жовтня. В обох випадках прийшла відмова. В результаті письменник отримав потрібну суму від видавця Федора Стелловського, який замість цього придбав всі права на випуск тритомного зібрання творів Достоєвського. Крім того, Стелловський взяв з Федора Михайловича обіцянку, що той напише для нього новий роман (який отримав згодом назву «Гравець») не пізніше листопада 1866 року.
Договір, укладений зі Стелловським, дав можливість письменникові розплатитися з першочерговими боргами і виїхати за кордон. Там фінансові проблеми Достоєвського загострилися, тому що, перебуваючи в Вісбадені, він за п'ять днів програв в казино всі гроші і частину особистих речей, включаючи кишеньковий годинник. У листі, адресованому Аполлінарії Сусловії (серпень 1865 року) Федір Михайлович повідомив, що в готелі йому було відмовлено в обідах та в інших послугах: «Сукню і чоботи не чистять, на мій поклик не йдуть». Там, в маленькому номері, «без грошей, без їжі і без світла», письменник приступив до роботи над «Злочином і покаранням». Як зауважив літературознавець Леонід Гроссман, давні ідеї в момент грошового краху «дали якесь нове поєднання і висунули на перший план задум кримінальної композиції».
У вересні того ж 1865 року Достоєвський запропонував редактору журналу «Русский вестник» Михайлу Каткову розмістити свій новий твір на сторінках його видання, повідомивши, що створена ним робота — це «психологічний звіт одного злочину»:
|  | Дія сучасна,нинішнього року. Молода людина, виключена з університету ... вирішила вбити одну стару, титулярного радника, що дає гроші під відсотки ... У повісті моєї є, крім того, натяк на ту думку, що юридичне покарання за злочин набагато менше лякає злочинця, ніж думають законодавці, почасти тому, що він і сам його вимагає з моральних чинників. |

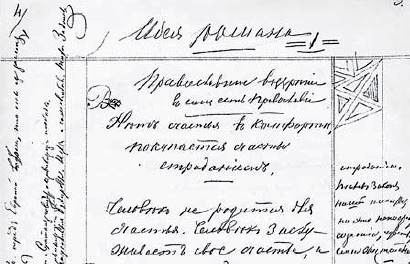
Сторінка чернетки Достоєвського з описом ідеї «Злочину і кари»

У жовтні Катков відправив Достоєвському 300 рублів завдатку; правда, гроші прийшли в Вісбаден з деяким запізненням — на той час письменник уже виїхав назад в Росію. Робота над «Злочином і покаранням» була продовжена в Петербурзі, причому в листопаді 1865 року Федір Михайлович забракував і спалив багатосторінкову чернетку і почав писати заново. Через місяць він надав Каткову перші сім листів роману. Далі твір відсилалося в «Русский вестник» частинами в мірі готовності. В одному з листів Достоєвський повідомляв: «Сиджу над роботою, як каторжник … Всю зиму нікуди не ходив, нікого і нічого не бачив, в театрі був тільки раз … І так триватиме до закінчення роману — якщо не посадять в боргове відділення» .

### Творча історія
Судячи з чернеток Достоєвського, при роботі над «Злочином і покаранням» він пройшов три творчих етапи. Твір, розпочатий в готельному номері Вісбадена, являв собою сповідь людини, яка вчинила злочин; оповідання велося від першої особи: «Я під судом і все розповім … Я для себе пишу, але нехай прочитають і інші». В процесі роботи задум змінився — в рукопис були включені фрагменти незавершеного роману «П'яненькі». Цей варіант, в якому об'єдналися дві різні історії — каторжника і сім'ї Мармеладових знову ж таки не влаштував Федора Михайловича, який, переходячи до третьої — підсумкової — редакції «Злочину і кари», зробив для себе позначку: «Розповідь від себе, а не від нього … Автора потрібно представити істотою всезнаючою і безгрішною».
У першій версії твору у головного героя не було прізвища — його товариш Разуміхін називав персонажа Василем. Слідчий, який працював у справі про вбивство, іменувався в робочих матеріалах то Порфирієм Степановичем, то Порфирієм Філіповичем Семеновим. Серед дійових осіб була присутня молода дочка Лізавета Сяся , з якої у злочинця склалися теплі стосунки. Пізніше з'явилася Соня ; в окремих записах дві героїні перебували поруч, але потім Сяся була виключена з роману. Свидригайлов (спочатку названий Арістовим) в перших чорнових зошитах був епізодичним персонажем, який повідомив герою, що знає ім'я злочинця.
Сюжет для «Злочину і кари», можливо, був підказаний Достоєвському судовим процесом у справі двадцятисемирічного москвича Герасима Чистова, представника купецької сім'ї, який убив в грудні 1865 року двох літніх жінок. Знаряддям вбивства служила сокира; злочинець витягнув з скрині і виніс з квартири гроші та цінні речі. Через пів року, у серпні, почався суд. Федір Михайлович був знайомий зі стенографічним звітом у справі; на думку Леоніда Гроссмана, «матеріали цього процесу могли дати поштовх його художній уяві на першому місці» роботи над романом.
Досить довгим був авторський шлях у пошуках відповіді на питання про те, чому Раскольников вбив жінку. У листі Михайлу Каткову Федір Михайлович обмежив уявлення про сенс злочину свого героя «простою арифметикою»: студент вирішив позбавити життя «глуху, дурну, злу і хвору стару», щоб дати шанс на порятунок іншим страждаючим людям — собі, своїй сестрі і матері. Нарешті, в остаточній редакції була артикульована Раскольникова «ідея Наполеона» з поділом людства на «тварюк тремтячих» і «володарів».

## Сюжет роману
Сюжет роману — це рух свідомості героя від злочину до покарання, від бунту до упокоєння. Бідний психічно неврівноважений колишній студент Родіон Раскольніков мешкає в крихітній кімнатці практично без засобів до існування і виношує в своїй голові величні ідеї. Відмовляючись від будь-якої допомоги, навіть від допомоги свого товариша Разумихіна, він задумує вбити й пограбувати стару лихварницю Альону Іванівну, в якої позичав гроші під заставу. Його охоплює відчуття, що це вбивство — веління вищої сили, набагато сильнішої від нього самого. Ще тоді, коли вбивство планувалося, Раскольніков знайомиться із Семеном Захаровичем Мармеладовим, безпросвітним пияком, який розтринькав усе невелике майно родини. У цей час він також отримує листа від своїх родичів із провінції. Мама й сестра повідомляють, що незабаром приїдуть у Петербург, де збираються обговорити з Родіоном плани сестриного одруження.
Після певних вагань Раскольніков урешті зважується, прокрадається в помешкання Альони Іванівни й убиває її сокирою. Убиває він також своячку лихварниці Лізавету, яка на своє лихо зайшла в кімнату, де здійснювалося вбивство. Раскольнікову, попри гарячковий стан, щастить вибратися з помешкання непоміченим. Однак, не спроможний ясно мислити, він встиг захопити тільки кілька предметів і трішки грошей, залишивши майже весь капітал старої недоторканим.
Гарячковий стан продовжується і після вбивства, Раскольнікова охоплює страх. Він ховає украдене під каменем і відчайдушно намагається відчистити свій одяг від крові й інших слідів злочину. Під кінець дня, після візиту до Разуміхіна, гарячка звалює його з ніг. У гарячці чергуються темні й світлі періоди. Раскольніков діє так, наче бажає себе видати. Коли в його присутності починається розмова про убивство лихварниці, він реагує дивно. Раскольніков блукає Петербургом, привертаючи до себе дедалі більшу увагу. Під час цих блукань він бачить як його недавнього знайомого Мармеладова збиває карета. Родіон кидається на допомогу, а потім віддає решту своїх грошей родині. Так він знайомиться із донькою Мармеладова Сонею, яка задля забезпечення сім'ї змушена була стати повією.
Прибувають мати Раскольнікова, Пульхерія Олександрівна, і сестра, Авдотья Романівна, вона ж Дуня. Досі Авдотья працювала гувернанткою в сім'ї Свидригайлових, але Аркадій Іванович Свидригайлов змусив її кинути роботу. Свидригайлов спокусився на красу Дуні, тож він запропонував їй розкішне життя, якщо вона з ним утече. Тому Авдотьї довелося піти з посади, залишивши свою родину без грошей. Потім вона зустріла Петра Петровича Лужина, людину скромного рангу й скромних статків. Лужин зробив їй пропозицію одружитися з ним і таким чином врятувати матір і себе зі скрути, тільки зробити це треба швидко, не задаючи питань. Саме через це мати й донька приїхали у Петербург — зустрітися з Лужиним і отримати згоду на цей шлюб від Родіона. Лужин відвідує Раскольнікова тоді, коли він лежав у гарячці. Це самозакоханий дурень, Родіон і чути не хоче, щоб сестра пожертвувала собою заради родини.
Далі в романі з'являється детектив, Порфирій Петрович, який, виходячи чисто з психологічних міркувань, починає підозрювати Раскольнікова в убивстві. Водночас між Родіоном і Сонею Мармеладовою зав'язуються чисті стосунки. Хоча Соня повія, вона сповнена християнських чеснот, а на шлях проституції її штовхнули родинні злидні. Раскольнікову з допомогою свого товариша, Разумихіна, вдається запобігти шлюбові Авдотьї з ницим Лужиним. Тут з'являється Свидригайлов — він приїхав із провінції у Петербурзі з метою знайти Авдотью. Він розповідає, що його дружина мертва й хоче дати Авдотьї велику суму грошей, не вимагаючи нічого в обмін. Але вона твердо відмовляється, підозрюючи підступ.
Порфирій Петрович продовжує відвідувати Раскольнікова й незабаром починає розуміти мотиви злочину. Його впевненість у тому, що він знайшов убивцю, зростає, але речових доказів у нього нема. Раскольніков збентежений, хоча знає, що доказів нема, й засудити його не зможуть. Він на межі зізнання. Врешті Родіон шукає підтримки в Соні й зізнається у злочині їй. Випадково у сусідній із Сониною кімнаті поселився Свидригайлов. Він чує зізнання. Зустрівшись із Раскольніковим він говорить, що може використати підслухану інформацію проти Родіона, але водночас розповідає, що й сам винен у злочині — він нещодавно вбив свою дружину.
Соня радить Раскольнікову зізнатися. Свидригайлов тим часом намагається спокусити й зґвалтувати Авдотью, однак Авдотья зуміла вмовити його пожаліти її. На ранок Свидригайлов чинить самогубство. Того ж ранку Раскольніков ще раз іде до Соні, яка вмовляє його очистити свою душу зізнанням. Він вагається, він розуміє, що знову проти нього нема жодних доказів, але вмовляння Соні беруть гору.
В епілозі розповідається про те, що Раскольнікова засуджено на каторгу в Сибір. Соня їде з ним. Авдотья одружується з Разумихіним, і вони живуть щасливо. А от муки в душі Раскольнікова продовжуються і в Сибіру. Тільки згодом, завдяки коханню й турботі Соні, починається його духовне очищення й відродження.

## Критика твору
Ідею твору Достоєвський сформулював у листі до видавця Каткова. Він залишився вірним задуму, однак початковий план виріс у амбіційніший проєкт: бажання контратакувати руйнівні на думку автора наслідки російського нігілізму. Достоєвський указує небезпеку, яка ховається за утилітаризмом і раціоналізмом, цих головних ідей, що вели за собою радикалів, продовжуючи напади, розпочаті «Записками з підпілля». Автор симпатизував релігійному слов'янофільству, і його персонажі, діалоги, проза, загалом, явно виражають антипатію до західництва. Таким чином він нападає на російську версію утопічного соціалізму та утилітаризму, яка призвела до формування того, що Чернишевський називав «розумним егоїзмом».
Втім, радикали відмовлялися впізнавати себе на сторінках роману, оскільки нігілістичні ідеї в романі Достоєвського доведені до крайності. Дмитро Писарєв висміяв думку, що ідеї Раскольнікова можуть яким-небудь чином асоціюватися з радикальним рухом тих часів. Ідеї Раскольнікова в романі, власне, альтруїстичні й гуманні. Але для досягнення мети він покладався цілком і повністю на раціональне мислення, повністю відкидаючи християнські цінності: співпереживання, співчуття. Утилітарна етика Чернишевського висувала думку, що зло в людині підпорядковане законам фізичних наук. Для Достоєвського такі ідеї зводили людину до фізики, хімії й біології, заперечуючи емоції. Російський нігілізм, взірцем якого стала базаровщина, ратував за створення еліти вищих індивідів, з якими пов'язував надію на майбутнє.

## Герої роману
Образ Раскольнікова розкриває небезпеку такого ідеалу. В ньому поєднується вроджена доброта та уміння співчувати з одного боку, а з іншого — гордий егоїзм, що виродився у зневагу до покірного стада. Внутрішня суперечливість характеру Раскольнікова приводить його до утилітарно-альтруїстичного виправдання злочину: чому не вбити зайву, непотрібну лихварницю, якщо при цьому можна використати її гроші для допомоги злиденним? Достоєвський прагне показати, що таке прагматично-утилітарне мислення із його висновками утвердилося й розповсюдилося у світі — це не маячня тільки замученого й неврівноваженого Раскольнікова. Радикальні, утилітарні ідеї потурають вродженому егоїзму його особи й пробуджують у ньому радше ненависть, ніж любов до ближнього. Натхненням йому служить грандіозна постать Наполеона, якому, на його думку, дозволено вбивати заради вищих ідеалів добра. Наполеонівські плани привели його до, наперед, продуманого вбивства, й до такого логічного завершення веде будь-який самообман утилітаризму.
Одним із головних героїв роману є Санкт-Петербург, його важка атмосфера, бідність та безвихідь людського життя, яке бачить Раскольніков та Соня Мармеладова. Зустріч Раскольнікова з Мармеладовим не тільки підкреслює бездушність переконань Раскольнікова, а й пропонує протилежні моральні цінності. Достоєвський вірить, що «свобода», яку пропагують такі переконання, жахлива, вона не містить жодних цінностей, бо передує цінностям. Продукт такої свободи, Раскольніков, перебуває у вічному бунті проти суспільства, себе й Бога. Він вважає себе самодостатнім, але врешті-решт його безмежна самовпевненість повинна зникнути перед тим, що більше за нього, а придумані ним самовиправдання повинні скоритися перед вищою справедливістю Бога. Достоєвський закликає до відродження й оновлення «хворого» російського суспільства через повернення до коренів, нового відкриття країни та її релігії.

### Родіон Раскольников
У чернетках Достоєвського збереглися замітки, пов'язані з психологічним портретом Раскольникова, — письменник хотів наділити головного героя такими якостями, як «непомірна гордість, зарозумілість і презирство до суспільства»; одночасно підкреслювалося, що «деспотизм — його риса». Однак в процесі роботи образ персонажа ускладнився; свідченням тому — відгук, який дає Родіону його університетський товариш Дмитро Разуміхин: «В ньому два протилежних характери по черзі змінюються». З одного боку, Раскольников похмурий; з іншого — він здатний на щирі пориви. Так, вперше потрапивши в будинок Мармеладових, герой непомітно кладе всі свої гроші на вікно їх кімнати; він заступається за Соню, яку Лужин звинувачує в крадіжці; його прихильність до людей часом народжується зі співчуття, а тому він тепло згадує про «хвору дівчинку» — своє перше кохання. При цьому Родіон свідомо дистанціюється від суспільства — навіть під час навчання в університеті він «всіх цурався, ні до кого не ходив і у себе приймав важко». На думку літературознавця Валерія Кирпотіна, своєю відгородженістю від світу він близький до іншого персонажу Достоєвського — Івана Карамазова.
Зовнішність героя в романі описується двічі. На початку твору Раскольников представлений як високий, стрункий юнак «з прекрасними темними очима», «чудово хороший собою»; пізніше Достоєвський створив інший портрет Родіона Романовича — після злочину він нагадує людину, з насилу перемагає сильний фізичний біль: «Брови його були зрушені, губи стиснуті, погляд збуджений». Подібний «метод дворазового портретизування» автор застосував і до опису зовнішності інших персонажів — зокрема, Соні і Свидригайлова. Цей художній прийом дозволив письменникові показати, що його герої за короткий відрізок часу пройшли через низку важких випробувань, що відбилися на їх зовнішності.

### Лихварниця Олена Іванівна
Сцени, пов'язані з описом побуту і способу життя Олени Іванівни, були створені, ймовірно, під впливом особистих вражень Достоєвського, якому з юнацьких років нерідко доводилося спілкуватися з лихварями. Видача грошей під заставу цінних речей була в XIX столітті поширеним явищем, а свою діяльність лихварі, які працювали з дрібними закладами, поставили на професійну основу — як писали в 1865 році «Ведомости Санкт-Петербурзької поліції», в рекламних оголошеннях пропозиції «благодійників» супроводжувалися уточненнями, що прийом ведеться «у будь-який час всякими сумами».

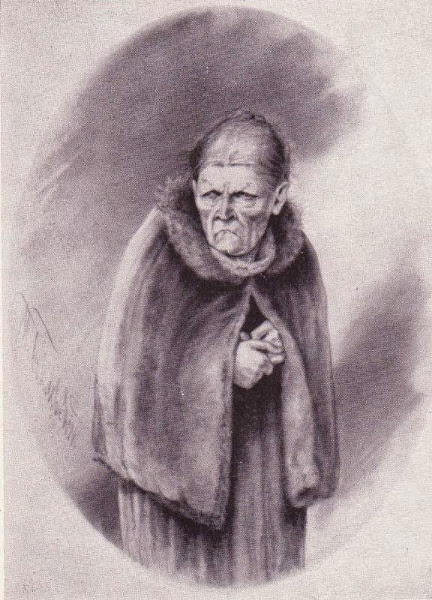
П. М. Боклевский. Процентниця

Про Олену Іванівну Раскольников дізнається від свого приятеля Покорева взимку — за пів року до вбивства. За півтора місяця до злочину Родіон Романович чує в трактирі діалог студента і офіцера — вони характеризують процентницю як «злу, примхливу стару»; «варто тільки один день прострочити заклад, і пропала річ». Міркування одного зі співрозмовників про те, що «дурна, безглузда, незначна, зла, хвора старенька … завтра ж сама собою помре», породжує в душі Раскольникова думку про те, що вбивством лихварниці можна було б вирішити проблеми багатьох людей.
При відвідуванні Олени Іванівни Раскольников відчуває «почуття нескінченної відрази», тим більше що і зовнішнім виглядом «процентниця» не викликає симпатій: «Це була крихітна, суха старенька років шістдесяти, з гострими і злими очицями, з маленьким гострим носом». Доктор Олександр Єгорович Різенкампф, спілкуючись з Достоєвським в першій половині 1840-х років, згадував, що коли Федір Михайлович, відчуваючи гостру потребу в грошах, звернувся за допомогою до одного відставного унтерофіцера, той оформив угоду з грабіжницькими відсотками: «Зрозуміло, що при цій угоді Федір Михайлович мав відчувати глибоку відразу до лихваря. Це, можливо, пригадалося йому, коли згодом він описував відчуття Раскольникова при … відвідинах ним лихварниці».

### Семен Захарович Мармеладов

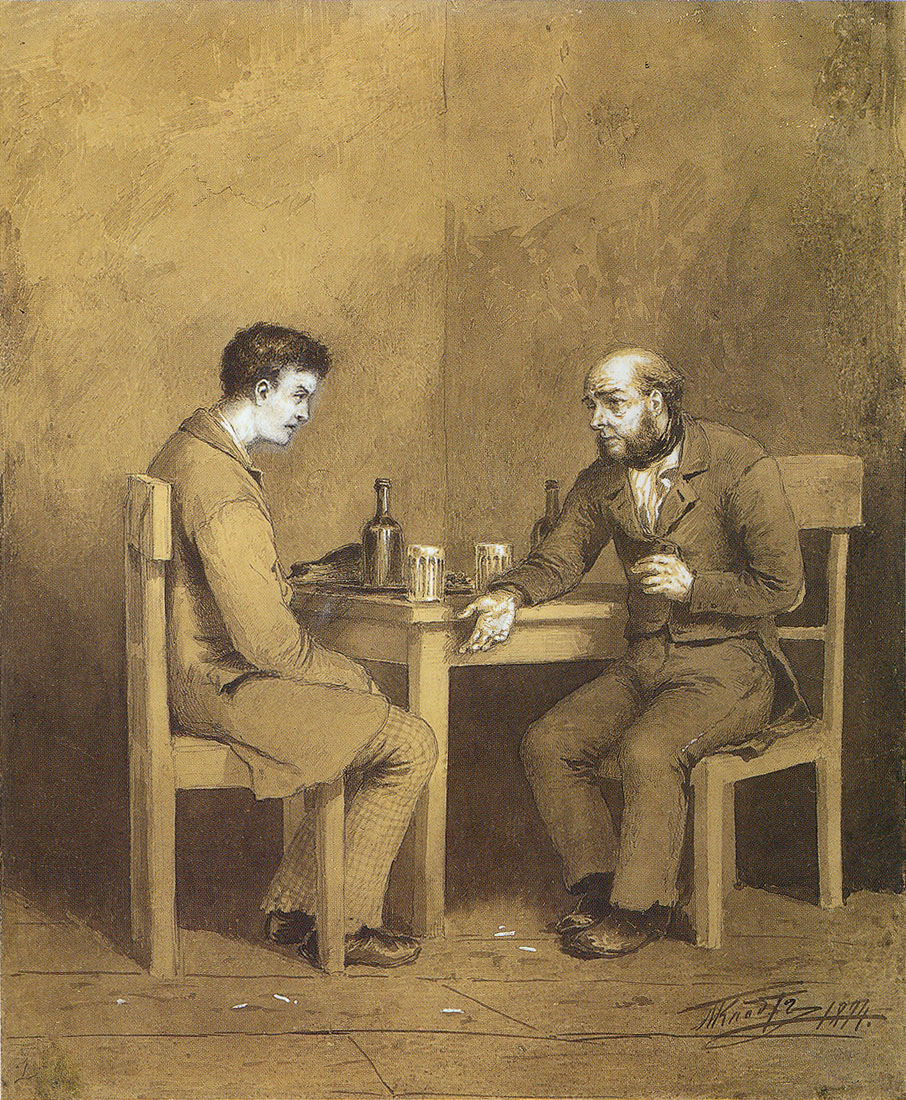
Клодт, Михаїл Петрович. Раскольников і Мармеладов

Перша зустріч Раскольникова з титулярним радником Мармеладовим відбувається в трактирі напередодні вбивства лихварки — нетверезий незнайомець сам починає розмову, під час якої встигає розповісти Родіону всю історію свого життя. З його монологу студент дізнається, що, будучи вдівцем і маючи чотирнадцятирічну дочку Соню, Семен Захарович зробив пропозицію Катерині Іванівні — «особі освіченій та народженій у сім'ї штабскапітана», в якої на руках було троє малолітніх дітей. Коли главу сім'ї через пияцтво звільнили зі служби, Мармеладові перебралися з провінційного містечка в Петербург, однак і в столиці їхнє життя не задалося. Крайня потреба змусила Соню отримати «жовтий квиток» і відправитися на панель.
Господар закладу, прислухаючись до сповіді гостя, задає йому питання: «А чому не працюєте, для чого не йдеш служити, коли ти чиновник?». В цьому зверненні «ти» і «ви» перемішані. Як зауважив літературознавець Борис Реизов, у свідомості шинкаря Мармеладов — людина з «набряклим від постійного пияцтва обличчям», здатний розказувати хитромудрі промови. Відвідувачі трактиру, які давно звикли до одкровень чиновника, ставляться до нього як до «сміховинного» і вельми єхидно коментують репліки Семена Захаровича. Своїм блазнюванням, як вважають дослідники, Семен Захарович нагадує персонажа з твору Дені Дідро «Племінник Рамо» — їх ріднить крайній ступінь падіння в очах суспільства і одночасно збереглася в душі людяність.
В той же вечір Раскольников, який проводжає знесиленого чиновника з трактиру, потрапляє в будинок Мармеладових — «бідну кімнату кроків у десять завдовжки», з чорними дверима і простягнутим через кут дірявим простирадлом. У чернетках Достоєвського при описі житла були присутні інші деталі: двері були закоптілі, а в кутку знаходилася ширма. В остаточну редакцію письменник вніс зміни — і «діряве простирадло» стало символом крайньої потреби і безвиході. Через кілька днів Раскольников зустрічається з Мармеладовим при драматичних обставинах: Семен Захарович потрапляє під коня. Родіон допомагає доставити вмираючого чиновника до будинку, і той, ненадовго прокинувшись, встигає попросити вибачення у Катерини Іванівни і Соні за заподіяні ним страждання.
Літературознавці вважають, що в образі Мармеладова  відбилися долі і характери кількох, близьких письменникові, людей. Мова йде перш за все за колезького секретаря Олександра Івановича Ісаєва — першого чоловіка Марії Дмитрівни Достоєвської, з яким Федір Михайлович познайомився на засланні у 1854 році. У листі до старшого брата, Михайла, Достоєвський писав, що сім'я Ісаєвих через алкоголізм Олександра Івановича «погрузилась в жахливу бідність», при цьому сам чиновник — «натура сильно розвинена, найдобріша». Крім того, одним з можливих прототипів Мармеладова був літератор Петро Микитович Горський, якого з Достоєвським пов'язувала робота в журналі «Час». Коли Горський потрапив в лікарню для душевнохворих, Федір Михайлович відвідував його і підтримував грошима. В історії Мармеладова також втілилися елементи біографії Миколи Михайловича Достоєвського, молодшого брата письменника, звільненого зі служби через алкоголізм і який до самої смерті животів в убогості.

### Катерина Іванівна Мармеладова
Про життя Катерини Іванівни Раскольников дізнається з трактирного монологу Мармеладова. З розповіді Семена Захаровича, його дружина в молодості мала всі шанси стати блискучою жінкою: вона закінчила із золотою медаллю губернський дворянський інститут, на випускному балу «з шаллю танцювала при губернаторі» (таке право надавалося лише особливо відзначилися вихованкам). Потім Катерина Іванівна вийшла заміж за піхотного офіцера і покинула рідну домівку. Її перший чоловік виявився людиною лихою й відчайдушною, до того ж гравцем; після програшу він потрапив під суд і незабаром помер.
Вдова залишилася з трьома маленькими дітьми «в повіті далекому і звірячому» — там і відбулася її зустріч з Семеном Захаровичем. Прийшовши в будинок до Мармеладових, Родіон Романович бачить перед собою високу тендітну жінку років тридцяти, «з прекрасними темно-русявим волоссям і розчервонілими до плям щоками», з блискучими, наче в лихоманці, очима.
Як випливає з розповіді Мармеладова, саме Катерина Іванівна в хвилину повного відчаю підштовхнула й навіть змусила сімнадцятилітню Соню Мармеладову до занять проституцією.
Під час поминок, влаштованих на гроші Раскольникова, Катерина Іванівна показує присутнім гостям похвальний лист, отриманий нею при випуску з інституту, і ділиться планами зі створення в її рідному місті Т. пансіону для шляхетних дівчат. Здійснити свої наміри вдові не вдається: після гучної сварки з квартирною господинею і скандалу, що вибухнув через звинувачення Соні в крадіжці, Катерина Іванівна залишає житло.
Друга дружина Достоєвського — Анна Григорівна — розповідала у своїх спогадах, що в романної історії Катерини Іванівни було використано деякі обставини життя першої дружини письменника Марії Дмитрівни, яка померла від сухот в 39-річному віці. За уточненням літературознавця Леоніда Гроссмана, портрет героїні був «списаний з покійної дружини письменника в період її повільної агонії». Люди, які знали Марію Дмитрівну, характеризували її як «натуру пристрасну і екзальтовану». Вона, як і Катерина Іванівна, залишилася після смерті першого чоловіка в Сибіру, без підтримки з боку близьких, з маленьким сином на руках.
У той же час дослідники вважають, що в характері Катерини Іванівни відбилися і деякі риси близької знайомої Достоєвського — Марфи Браун (Єлизавети Хлебнікової), яка вийшла заміж за літератора Петра Горського, який мав алкогольну залежність, і потрапила в скрутне становище.

### Соня Мармеладова
На думку критики, образ Соні Мармеладової належить до числа творчих невдач Достоєвського. Їх основні претензії до автора «Злочину і кари» пов'язані з тим, що ця «глибока ідеальність» несе в собі явний дидактичний посил. Героїня створена насамперед для вираження релігійно-етичних поглядів автора. Літератор Микола Ахшарумов вважав, що «задумана вона добре, але їй тіла бракує». Літературознавець Яків Зунделовіч називав Соню «тільки рупором ідей». Його колега Федір Евнін відзначав, що Соня — це персонажка-функція, головне завдання якої - «служити втіленням православних поглядів» письменника.
Виходячи з розповіді Семена Захаровича Мармеладова, Соня не отримала серйозної освіти: її батько намагався в домашніх умовах вивчати з дочкою історію і географію, однак через відсутність потрібних навчальних посібників уроки були швидко припинені. Коло читання героїні обмежилося кількома романами і популярним в 1860-х роках твором Джорджа Льюїса «Фізіологія повсякденного життя». Спочатку Соня шила речі на продаж, але прибутку ця робота майже не приносила: один з покупців «не тільки грошей за шиття пів дюжини голландських сорочок досі не віддав, але навіть з образою погнав її ... під виглядом, нібито сорочковий комір зшитий не за міркою і косяком».
Опис зовнішності Соні дано в романі тричі. У момент прощання з умираючим батьком вона з'являється в житло Мармеладових в одязі повії: «Наряд її був копійчаний, але прикрашений по-вуличному, під смак і правила, що склалися в своєму особливому світі». Пізніше, в кімнаті Раскольникова, вона постає «скромною і навіть бідно одягненою дівчиною, дуже ще молоденькою, майже схожою на дівчинку ... з ясним, але ніби трохи заляканим обличчям». В одній зі сцен Родіон Романович бачить перед собою «іншу» Соню — герой з подивом виявляє, що її «лагідні блакитні очі» можуть «виблискувати вогнем».

## Екранізації
- Злочин і кара (фільм, 1913) — Росія, 1913, перша екранізація роману
- Злочин і кара (фільм, 1956) — Франція, 1956, фільм за мотивами роману
- Злочин і кара (фільм, 1969) — СРСР, 1969, екранізація роману
- Злочин і покарання (фільм, 1983) — Фінляндія, 1983, фільм за мотивами роману
- Злочин і покарання у передмісті — США, 2000, фільм за мотивами роману
- Злочин і кара (фільм, 2002) — Росія, США, Польща, 2002, фільм за мотивами роману
- Злочин і кара (серіал) — Росія, 2007, екранізація роману

## Вистави
У Віденський період своєї творчості народжений в Україні драматург Лео Бірінськи написав за мотивами роману п'єсу «Раскольников» (нім. Raskolnikoff) німецькою мовою.

## Переклади українською
Ранній переклад українською здійснив галичанин Михайло Подолинський. Книга «Вина і кара» була видана 1927 року у Вінніпезі, Канада.
У 1958 році роман переклав І. Сергєєв — у його варіанті перекладу твір отримав назву «Злочин і кара». Ця книга була перевидана у 2014 році.
- Федір Достоєвський. Вина і кара: повість в 6 частинах з епілогом; (Т.1). Переклад з російської: Михайло Подолинський. Вінніпеґ: Український голос, 1927. 261 стор.
- Федір Достоєвський. Вина і кара: повість в 6 частинах з епілогом; (Т.2). Переклад з російської: Михайло Подолинський. Вінніпеґ: Український голос, 1928. 261 стор.
- Федір Достоєвський. Злочин і кара: роман на шість частин з епілогом. Переклад з російської: І. Сергєєв; малюнки: С. Якутович; упорядник та автор передмови та приміток: В. Звиняцьковський. Київ: Либідь, 2014. 668 стор. ISBN 978-966-06-0687-6